# Lithocarpus pachyphyllus
Lithocarpus pachyphyllus är en bokväxtart som först beskrevs av Wilhelm Sulpiz Kurz, och fick sitt nu gällande namn av Alfred Rehder. Lithocarpus pachyphyllus ingår i släktet Lithocarpus och familjen bokväxter.

## Underarter
Arten delas in i följande underarter:
- L. p. fruticosus
- L. p. pachyphyllus